# Androctonus robustus
Espèce
Androctonus robustus est une espèce de scorpions de la famille des Buthidae.

## Distribution
Cette espèce est endémique du Sind au Pakistan. Elle se rencontre vers Jamshoro.

## Description
Le mâle holotype mesure 70 mm et la femelle paratype 84 mm, les mâles mesurent de 66 à 70 mm et les femelles de 70 à 86 mm.

## Publication originale
- Kovařík & Ahmed, 2013 : « A review of Androctonus finitimus (Pocock, 1897), with description of two new species from Pakistan and India (Scorpiones, Buthidae). » Euscorpius, no 168, p. 1-10 (texte intégral).